# SS Valencia

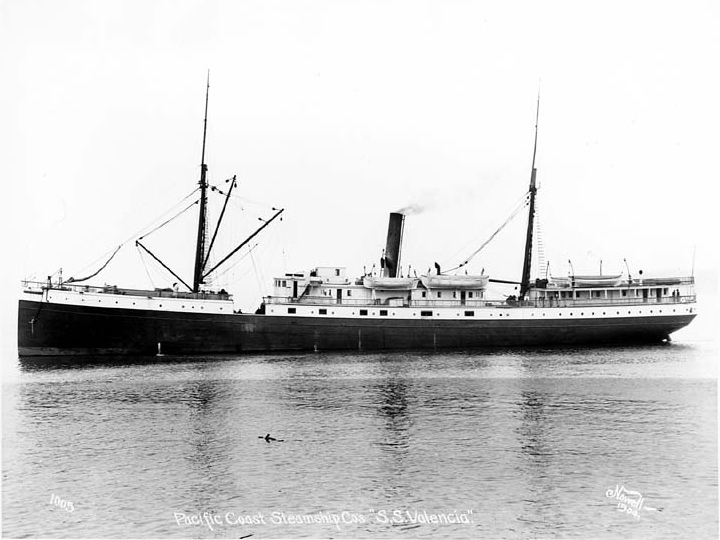
Le SS Valencia en 1904.

Le SS Valencia est un paquebot à vapeur construit pour servir entre le Venezuela et New York.

## Histoire
Le Valencia est construit en 1882 par William Cramp and Sons, un an après la construction de son navire-jumeau Caracas. Il est nommé d'après la ville de Valencia.
En 1897, le Valencia est attaqué par le croiseur espagnol Reina Mercedes près de la baie de Guantánamo à Cuba. L'année suivante, il devient paquebot pour des liaisons côtières sur la côte Ouest des États-Unis et sert régulièrement dans la guerre hispano-américaine comme transport de troupes pour les Philippines.
En 1906, le Valencia fait naufrage au large du cap Beale, près de Clo-oose, sur la côte Ouest de l'île de Vancouver en Colombie-Britannique. Une centaine de personnes y trouvent la mort, un chiffre important qu'il le classe comme l'une des pires catastrophes maritimes du « Cimetière du Pacifique ».

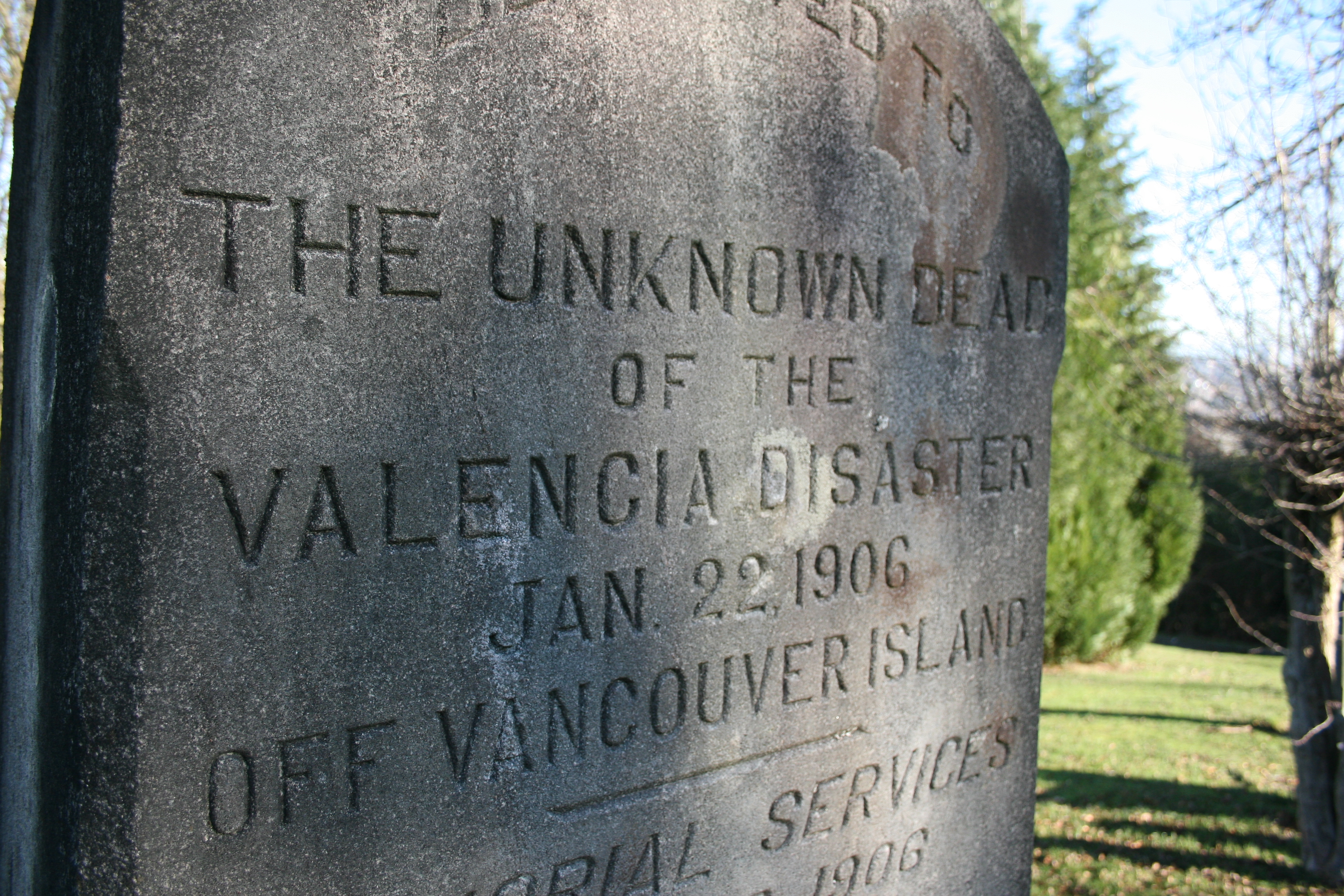
Une tombe marquant les restes des morts du Valencia dans un cimetière de Queen Anne à Seattle.